# Zdena Hadrbolcová
Zdena Hadrbolcová (Praga, 13 de julio de 1937 - 20 de noviembre de 2023) fue una actriz y guionista checa.

## Biografía
Estudió en el Liceo Francés de Praga. Estudió dirección teatral en la Academia de las Artes Escénicas de Praga, donde trabajó como pedagoga en el departamento de trabajo creativo y pedagogía. Después de graduarse, se unió al Teatro de Palmovkou, donde trabajó durante 30 años. Desde 2004 trabajó en el Teatro Na zábradlí, Teatro Továrna y en el Teatro de Comedia Rokoka. Además de su checo nativo, hablaba con fluidez inglés, francés e italiano.
Conocida por El regreso del idiota en 1999, La muerte de Tarzán  en 1963 y El idiota de Xeenemunde en 1963.Los espectadores también la reconocieron por la serie Ulice, donde interpretó a la panadera Ruzenka.
Hadrbolcová fue hospitalizada en diciembre de 2022 y el 20 de noviembre de 2023 a los 86 años, murió tras una larga enfermedad en Praga.

## Filmografía
- 1999, El regreso del idiota
- 1963, La muerte de Tarzán
- 1963, El idiota de Xeenemunde